# باد کولبرگ-هلدبرگ
شهر باد کولبرگ-هلدبرگ در ایالت تورینگن در کشور آلمان واقع شده است.